# استان‌های فلسطین
استان‌های فلسطین تقسیم‌بندی کشوری فلسطین است.
پس از امضای پیمان اسلو، کرانهٔ باختری و نوار غزه که در اشغال اسرائیل بود به سه ناحیه تقسیم شد (منطقهٔ الف، منطقهٔ ب، منطقهٔ ج) و ۱۶ استان که تحت قلمرو تشکیلات خودگردان فلسطین قرار گرفت. از سال ۲۰۰۷ میلادی و پس از اختلاف حماس و فتح، دو دولت ادعا می‌کرد که دولت قانونی فلسطین است که یکی به سرپرستی محمود عباس و جنبش فتح کرانهٔ باختری رل و دیگری به نخست‌وزیری اسماعیل هنیه و جنبش مقاومت اسلامی غزه را اداره می‌کرد، تا سال ۲۰۱۳ میلادی که با تشکیل دولت توافق ملی اختلاف به پایان رسید.
| نام          | جمعیت (۲۰۲۱) | مساحت (کیلومتر۲) | تراکم    |
| ------------ | ------------ | ---------------- | -------- |
| کرانه باختری | ۲٬۹۴۹٬۲۴۶    | ۵٬۶۷۱            | ۴۱۳٫۵۳   |
| نوار غزه     | ۲٬۳۷۵٬۲۴۶    | ۳۶۰              | ۳٬۹۳۴٫۸۳ |
| مجموع        | ۵٬۳۲۴٬۴۹۲    | ۶٬۰۲۰            | ۶۲۴٫۸۶   |

## کرانه باختری

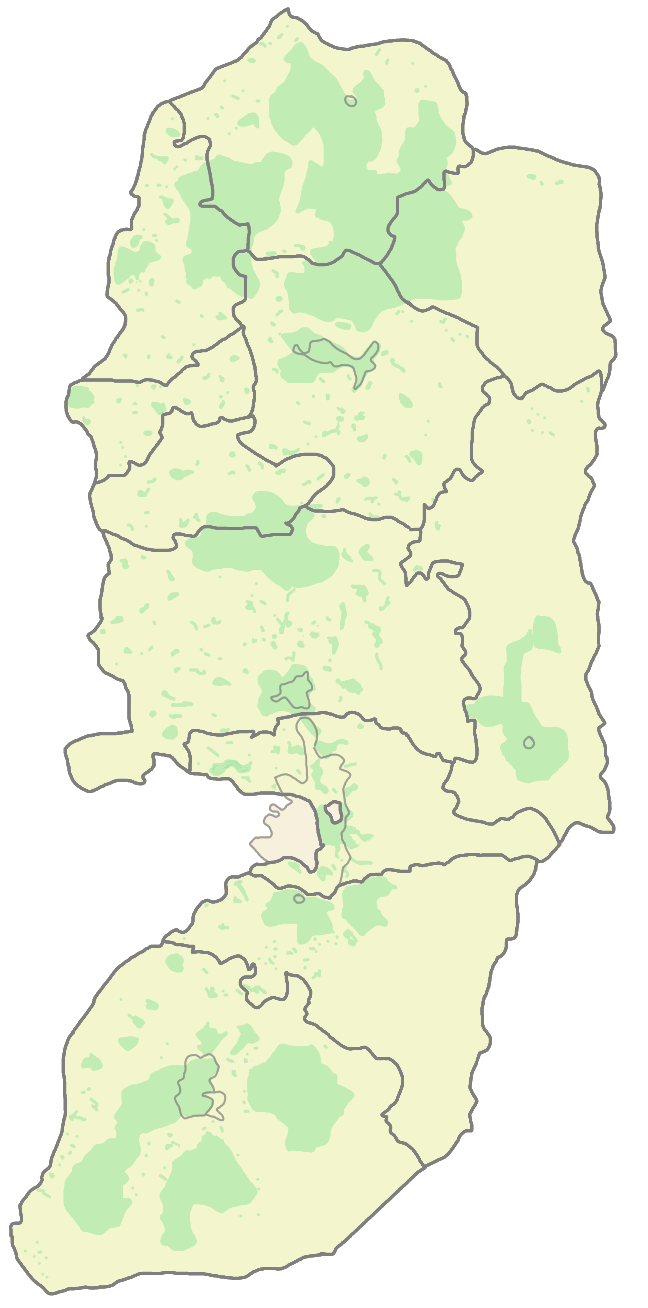
استان‌های کرانه باختری

| استان                                          | جمعیت     | مساحت (کیلومتر۲) |
| ---------------------------------------------- | --------- | ---------------- |
| استان جنین                                     | ۳۱۴٬۸۶۶   | ۵۸۳              |
| استان طوباس                                    | ۶۰٬۹۲۷    | ۳۷۲              |
| استان طولکرم                                   | ۱۵۸٬۲۱۳   | ۲۳۹              |
| استان نابلس                                    | ۳۸۸٬۳۲۱   | ۵۹۲              |
| استان قلقیلیه                                  | ۹۱٬۰۴۶    | ۱۶۴              |
| استان سلفیت                                    | ۷۵٬۴۴۴    | ۱۹۱              |
| استان رام‌الله و البیره                         | ۳۲۸٬۸۶۱   | ۸۴۴              |
| استان اریحا                                    | ۵۰٬۰۰۲    | ۶۰۸              |
| استان قدس (شامل قدس شرقی که اشغال اسرائیل است) | ۵۹۵٬۰۰۰   | ۳۴۴              |
| استان بیت‌لحم                                   | ۱۷۶٬۵۱۵   | ۶۴۴              |
| استان الخلیل                                   | ۶۵۰٬۰۰۰   | ۱٬۰۶۰            |
| مجموع                                          | ۲٬۸۸۹٬۱۹۵ | ۵٬۶۷۱            |

## نوار غزه

استان‌های نوار غزه

| استان          | جمعیت     | مساحت (کیلومتر۲) |
| -------------- | --------- | ---------------- |
| استان شمال غزه | ۲۷۰٬۲۴۵   | ۶۱               |
| استان غزه      | ۴۹۶٬۴۱۰   | ۷۰               |
| استان دیرالبلح | ۲۰۵٬۵۳۴   | ۵۶               |
| استان خان یونس | ۲۷۰٬۹۷۹   | ۱۰۸              |
| استان رفح      | ۱۷۳٬۳۷۱   | ۶۵               |
| مجموع          | ۱٬۴۱۶٬۵۳۹ | ۳۶۰              |

## پی‌نوشت و منبع
1. ↑  Palestinian Authority
2. ↑  «نسخه آرشیو شده». بایگانی‌شده از اصلی در ۱۴ ژوئیه ۲۰۱۴. دریافت‌شده در ۲۲ اوت ۲۰۱۴.
3. 1 2 3 4 5 6  «Occupied Palestinian Territory: Administrative units». GeoHive. بایگانی‌شده از اصلی در ۱۴ ژوئیه ۲۰۱۴. دریافت‌شده در ۲۲ اوت ۲۰۱۴.